# Луиза Мария Амалия Бурбон-Двете Сицилии
Луиза Мария Амалия дьо Бурбон-Двете Сицилии (на италиански: Luisa Maria Amalia di Borbone-Due Sicilie; * 27 юли 1773, Неапол; † 19 септември 1802, Виена) е принцеса на Бурбон–Сицилия и чрез женитба от 1790 до 1801 г. велика херцогиня на Тоскана.

## Живот
Тя е второто дете (от 18 деца) на Фердинанд I, крал на Двете Сицилии, и Мария Каролина, дъщеря на императрица Мария Тереза.
Луиза Мария се омъжва на 17 години на 19 септември 1790 г. във Виена за Фердинанд III (* 1769, † 1824), от фамилията Хабсбург-Лотарингия, велик херцог на Тоскана (1790 – 1801), внук на императрица Мария Тереза.
Когато Наполеон завладява Тоскана през 1800 г., семейството емигрира във Виена. Там Мария Луиза ражда през 1802 г. шестото си дете, мъртвороден син, и умира на 29 години. Погребана е в Капуцинската гробница във Виена, сърцето ѝ се намира в капелата Лорето на Августинската църква, Виена.

## Потомство
- Каролина Фердинанда (* 2 август 1793, † 5 януари 1802)
- Франц Леополд (* 15 септември 1794, † 18 май 1800)
- Леополд (* 3 октомври 1797, † 29 януари 1870), велик херцог на Тоскана (1824 – 1859)
- Мария Луиза (* 30 август 1799, † 15 юни 1857)
- Мария Терезия (* 21 март 1801, † 12 януари 1855), ∞ за крал Карл Алберт Савойски-Каринян
- мъртвороден син (*/† 19 септември 1802)